# Chymomyza laevilimbata
Chymomyza laevilimbata är en tvåvingeart som beskrevs av Oswald Duda 1927. Chymomyza laevilimbata ingår i släktet Chymomyza och familjen daggflugor. Inga underarter finns listade i Catalogue of Life.